# Maison de Limbourg (Theux)
Ne pas confondre avec la Maison de Limbourg, famille illustre
La maison de Limbourg est un immeuble classé situé à Theux, dans la province de Liège en Belgique.

## Situation
L'immeuble se situe au no 35 de la rue de la Chaussée, artère aboutissant à la place du Perron, la place principale de la ville de Theux. Cette rue possède d'autres bâtiments remarquables comme l'église Saints-Hermès-et-Alexandre, l'hôtel de ville au no 10, le presbytère au no 50, la maison Del Heid aux nos 31/33 et l'hospice Sainte-Joséphine au no 25.

## Historique
Cet hôtel particulier a été réalisé lors de la première moitié du XVIIIe siècle. La façade est complètement remaniée en 1754 d'après les plans de l'architecte liégeois Barthélemy Digneffe (1724-1784) pour son propriétaire de l'époque, Jean-Philippe de Limbourg (1726-1811), médecin et chimiste theutois qui donna son nom à cette maison.

## Architecture
La façade principale de l'immeuble est constituée de cinq travées et de trois niveaux (deux étages) avec baies à hauteurs dégressives par niveau. Il s'agit d'une façade symétrique en brique dont la travée centrale  possède une porte d'entrée surmontée d'un arc en plein cintre occupé par une baie d'imposte avec petits bois placés en pétales surmontée par un balcon en fer forgé. Tous les linteaux sont bombés et possèdent une clé de voûte. On accède à la porte d'entrée par un perron en pierre bleue de deux marches. La façade arrière en moellons de grès a été aménagée en 1774-1775.

## Classement
La maison de Limbourg fait l'objet d'un classement comme monument historique depuis le 28 avril 1948.